# Taman Negara
Taman Negara ist ein Nationalpark im malaysischen Bundesstaat Pahang. Der Name Taman Negara ist malaiisch und heißt übersetzt „National-Park“.
Mit seinem 130 Millionen Jahre alten tropischen Dschungel beheimatet der Taman Negara das älteste Waldgebiet der Erde. Unter dem Einfluss von Eiszeiten, Klimaschwankungen oder Veränderungen des Meeresspiegels haben sich viele Teile der Welt verändert, auf der Malaiischen Halbinsel sind die Verhältnisse jedoch relativ stabil geblieben und die Tier- und Pflanzenwelt konnte sich ohne größere Störungen entwickeln und fortbestehen.

## Geschichte
Seit 1938/39 bilden die drei Bundesstaaten Pahang, Kelantan und Terengganu den 4343 km² großen König-Georg-V.-Nationalpark, den ältesten in Malaysia. Sie erließen weitgehend ähnliche Gesetze, die den Urwald unter Schutz stellten. Die Malaiische Halbinsel, in deren Zentrum der Park liegt, beherbergt sehr alte und daher besonders artenreiche Tropenwälder.
| Bundesstaat | Größe in km² | Gesetz                                    | Jahr |
| ----------- | ------------ | ----------------------------------------- | ---- |
| Kelantan    | 1043         | Taman Negara Enactment (Kelantan) No. 14  | 1938 |
| Terengganu  | 853          | Taman Negara Enactment (Terengganu) No. 6 | 1939 |
| Pahang      | 2477         | Taman Negara Enactment (Pahang) No. 2     | 1939 |

## Landschaft und Tierwelt

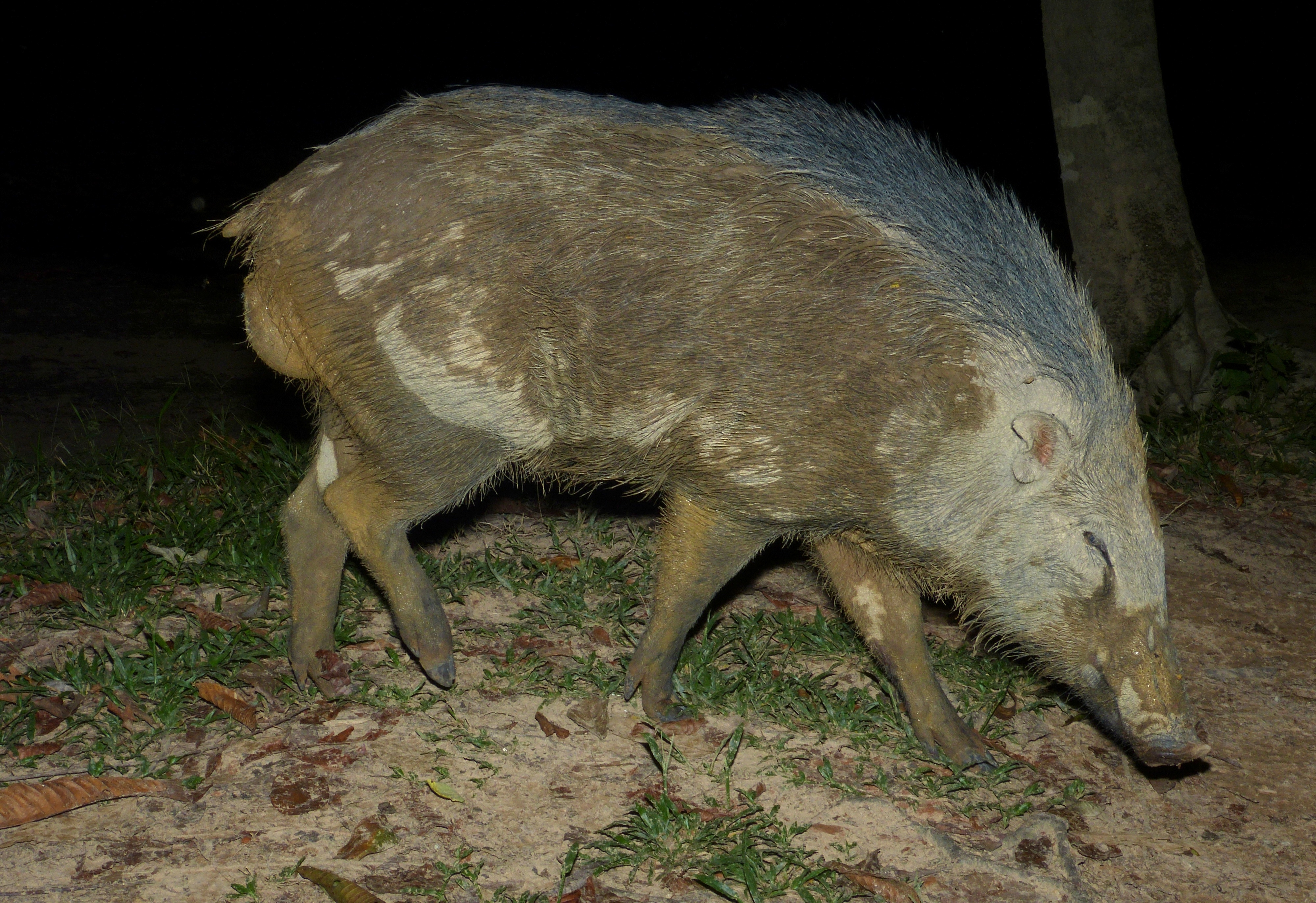
Wildschwein (Sus scrofa vittatus) im Nationalpark

Das Klima ist ganzjährig tropisch, mit hoher Luftfeuchtigkeit. In der Zentralregion ist das Gebiet von Bergen durchzogen, am Rand ist es hügelig. Zahlreiche Flüsse entspringen in den Bergregionen. Mit 2187 Meter ist der Gunung Tahan am höchsten. Im Süden münden einige Flüsse in den braun gefärbten Sungai Tembeling, das größte Fluss-System der Halbinsel, dessen Verlauf auch einen Teil der Grenze bildet.
Im Reservat kommen zahlreiche Großtierarten, wie der Asiatische Elefant, der Leopard, Wildschweine, Hirsche und Affen vor. Darunter sind auch vom Aussterben bedrohte Tiere wie der Malaysia-Tiger, und der Schabrackentapir. Der Perlenpfau kommt auf der Malaiischen Halbinsel nahezu ausschließlich in diesem Nationalpark vor. Über 600 Vogelarten, 1000 verschiedene Schmetterlinge wurden gezählt. Auch andere Insekten wie Termiten und Käfer sowie Spinnen leben dort in großer Vielfalt.

## Infrastruktur

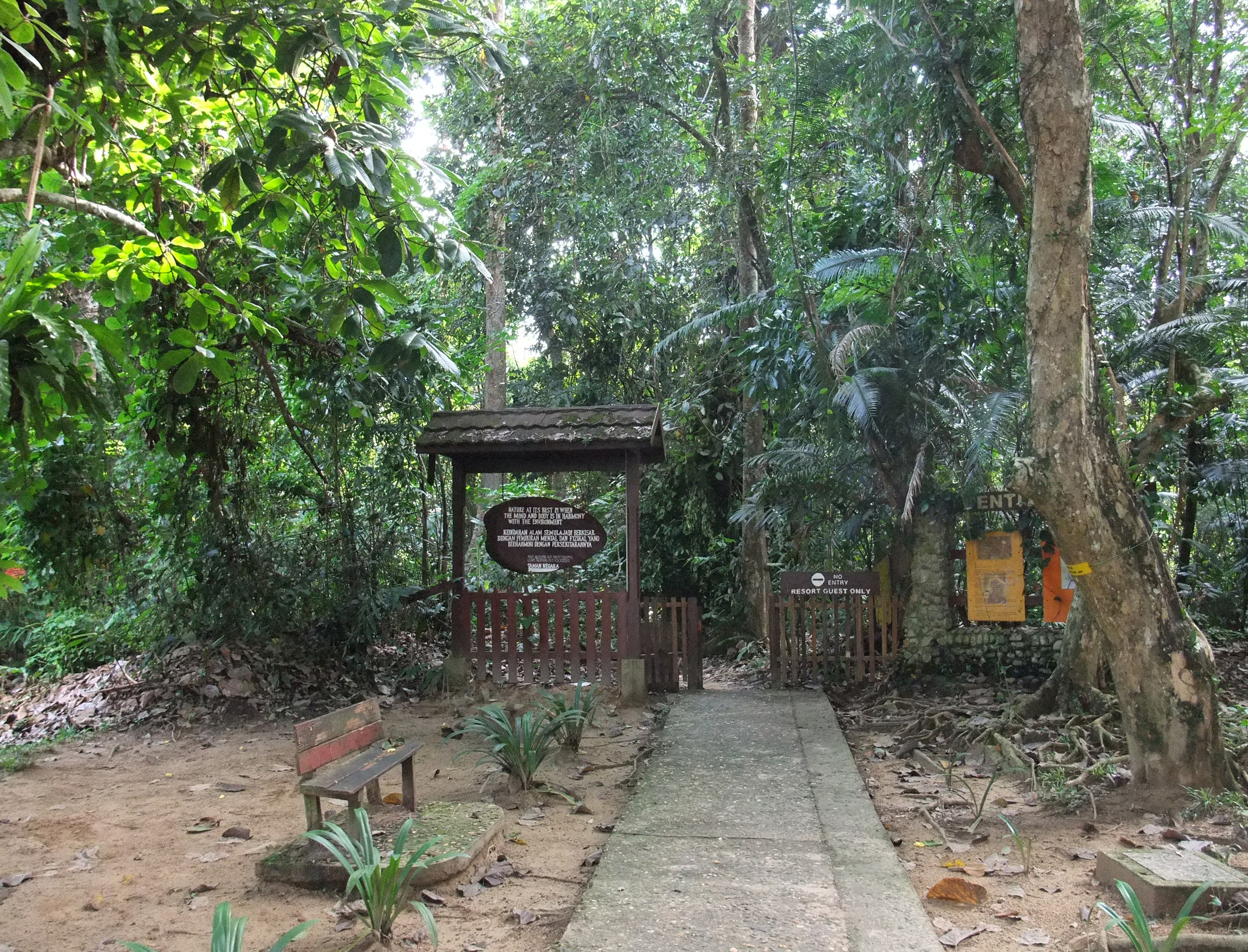
Eingang bei Kuala Tahan

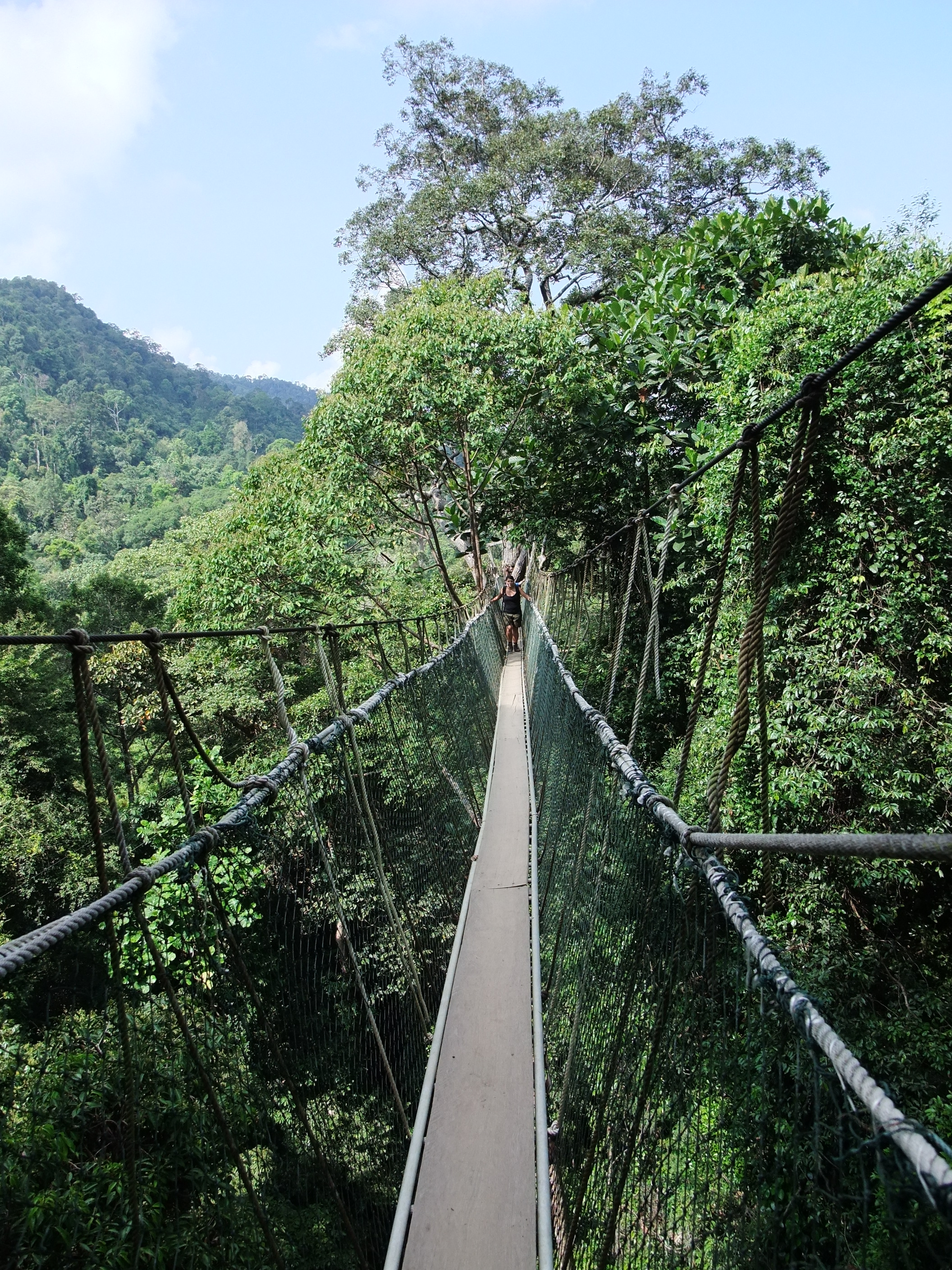
Canopy walkway

Außer ein paar Orang Asli Siedlungen ist das Gebiet unbewohnt. In Kuala Tahan befinden sich ein Firstclass-Tropen-Hotel und kleine Bungalowanlagen, hauptsächlich für Backpacker. Dort mündet der dunkle, mit Humus angereicherte Sungai Tahan in den Sungai Tembeling.
Der Komponist Victor Lopez benannte eine Komposition „Ghosts of the Taman Negara“ (Geister des Taman Negara).

## Berge über tausend Meter
| Name                                | Höhe/Meter | Lage            |
| ----------------------------------- | ---------- | --------------- |
| Gunung Tahan                        | 2187       | zentralwestlich |
| Gunung Gedong                       | 2065       | zentralwestlich |
| Gunung Lulu                         | 1946       | zentralwestlich |
| Gunung Sintin                       | 1539       | nordwestlich    |
| Gunung                              | 1511       | östlich         |
| Gunung Mandi Angin (Gunung Cheelah) | 1480       | östlich         |
| Gunung Galau                        | 1376       | östlich         |
| Gunung Pedan                        | 1320       | nordöstlich     |
| Gunung Peris                        | 1279       | nördlich        |
| Gunung Penumpur                     | 1096       | zentral         |